# Sara Pezzini
Pour les articles homonymes, voir Pezzini.
Sara Pezzini est le personnage principal du comic Witchblade, inspecteur de la police criminelle de New York (NYPD), née le 18 novembre 1970.
Son père, Vincent Pezzini est mort et elle a une sœur, Julie Pezzini. Elle est d'origine italienne.

## Série télévisée
Dans la série télévisée, elle est interprétée par Yancy Butler (voix française : Dominique Westberg). Elle a été adoptée, son véritable nom est Connor.
Elle est amoureuse de Conchobar, musicien qui est le descendant et la réincarnation de Conchobar Mac Nessa.
N'aimant pas cuisiner, elle commande des plats à emporter et mange chinois le plus souvent. Conchobar meurt après avoir été enlevé alors qu'il était à la recherche de son frère qui fait partie d'un groupe terroriste irlandais.